# Символы шахматной нотации
При аннотировании шахматных партий комментаторы часто используют общепризнанные символы аннотаций. Вопросительные знаки и восклицательные знаки, обозначающие ход как плохой или хороший, повсеместно встречаются в шахматной литературе. Некоторые публикации, предназначенные для международной аудитории, такие как Šahovski informator, имеют широкий спектр дополнительных символов, которые преодолевают языковые барьеры.
Обычными символами для оценки достоинств хода являются «??», «?», «?!», «!?», «!» и «!!». В этих случаях соответствующий символ сопоставляется в тексте сразу после хода (например, Re7? или Kh1!?, см. Шахматная нотация).
Использование этих символов субъективно, так как разные комментаторы используют одни и те же символы по-разному. Более того, использование символов комментатором часто зависит от силы игрока: позиционное недоразумение, за которое комментатор может дать «??», если его сыграет сильный гроссмейстер, может пройти незамеченным, если играет новичок.
Использование символов заметок также может быть под влиянием результата игры, независимо от фактического качества хода; эта тенденция иногда называется «Аннотация по результату».

## Оценочные символы

### Ходы
Оценочные символы ходов путем повышения эффективности хода:

#### ?? (Зевок)
Двойной знак вопроса «??» указывает на зевок — очень грубую ошибку. Типичными ходами, которые получают двойные вопросительные знаки, являются те, в которых не видят тактики, которая выигрывает существенный материал или упускает из виду мат. Ход «??» обычно приводит к немедленной потере позиции. Иногда знак используется для хода, которое превращает выигранную позицию в ничейную, возможно, потому, что комментатор чувствует, что ошибка недостойна уровня навыка игрока. Они встречаются на всех уровнях игры для всех человеческих конкурентов.

#### ? (Плохой ход)
Один вопросительный знак «?» указывает на то, что комментатор думает, что ход плохой и им не стоило бы играть. Он часто приводит к потере темпа или материала. Характер ошибки может быть более стратегическим, чем тактический; в некоторых случаях ход, получающий знак вопроса, может быть тем, для которого трудно найти опровержение.
Используется ли один или два вопросительных знака, мнение является субъективным и может зависеть от силы игрока. Например, если новичок совершает серьёзную стратегическую ошибку (например, принимает необоснованные пешечные слабости или переходит в проигранный эндшпиль) или пропускает тактическую последовательность, это может быть объяснено отсутствием навыка у новичка, и ему будет дан только один вопросительный знак. Если мастер сделал тот же ход, некоторые комментаторы могли бы использовать двойной знак вопроса, чтобы указать, что никто никогда не ожидал, что игрок силы мастера сделает такой слабый ход.

#### ?! (Сомнительный ход)
Этот символ похож на «!?» (ниже), но обычно указывает на то, что комментатор считает этот шаг объективно плохим, хотя и трудно опровергнуть. На «?!» может также указывать на то, что комментатор считает, что этот шаг заслуживает критики, но недостаточно плох, чтобы оправдать «?». Жертва, ведущая к опасному нападению, которое противник должен уметь защищать, если он хорошо играет, может получить «?!». В качестве альтернативы это может означать ход, который объективно плох, но создает привлекательную ловушку.

#### !? (Интересный ход)
«!?» является одним из наиболее противоречивых символов. Различные книги имеют несколько различные определения. Среди определений есть «интересный, но, возможно, не лучший ход», «ход заслуживает внимания», «предприимчивый ход» и «рискованный ход». Обычно это указывает на то, что ход ведет к захватывающей или дикой игре, но объективная оценка хода неясна. Он также часто используется, когда игрок устанавливает хитрую ловушку в потерянной позиции. Типичные ходы, получающие «!?» — это те, которые связаны с спекулятивными жертвами или опасными атаками, которые могут оказаться стратегически недостаточными.
Эндрю Солтис в шутку назвал «!?» символом ленивого комментатора, который находит ход интересным, но не может потрудиться решить, хорош он или плох.

#### ! (Хороший ход)
В то время как вопросительные знаки указывают на плохие ходы, восклицательные знаки («!») указывают хорошие ходы, особенно те, которые удивительны или связаны с определённым умением. Поэтому комментаторы обычно несколько консервативны в использовании этого символа.
Однако, как только игроки начинают делать правильный выбор, столкнувшись с трудными решениями, несколько ходов могут получить восклицательные знаки от комментаторов. Типичными ходами, получающими восклицательные знаки, являются сильные открывающие новинки, своевременные прорывы, прочные жертвы и ходы, которые избегают попадания в ловушки.

#### !! (Блестящий ход)
Двойной восклицательный знак («!!») используется для очень сильных ходов, таких как прочные жертвы большого количества материала и контр-интуитивные ходы, которые оказываются очень мощными. Например, в так называемой «игре века» решение 13-летнего Бобби Фишера пожертвовать своим ферзём для стратегического нападения было дано комментаторами двойным восклицательным знаком.